# 多花马鞍树
多花马鞍树（学名：Maackia floribunda），为豆科马鞍树属下的一个种。

## 扩展阅读
維基物種上的相關：多花马鞍树